# Макарыч
ИЖ-79-9Т «Макарыч» — нелетальное огнестрельное оружие ограниченного поражения, разработанное ФГУП «Ижевский механический завод» совместно с ЗАО ЦСЗ «Кольчуга» на основе конструкции газового пистолета ИЖ-79-8. Серийно производился с 2002 года, несколько раз модифицировался.

## Варианты и модификации

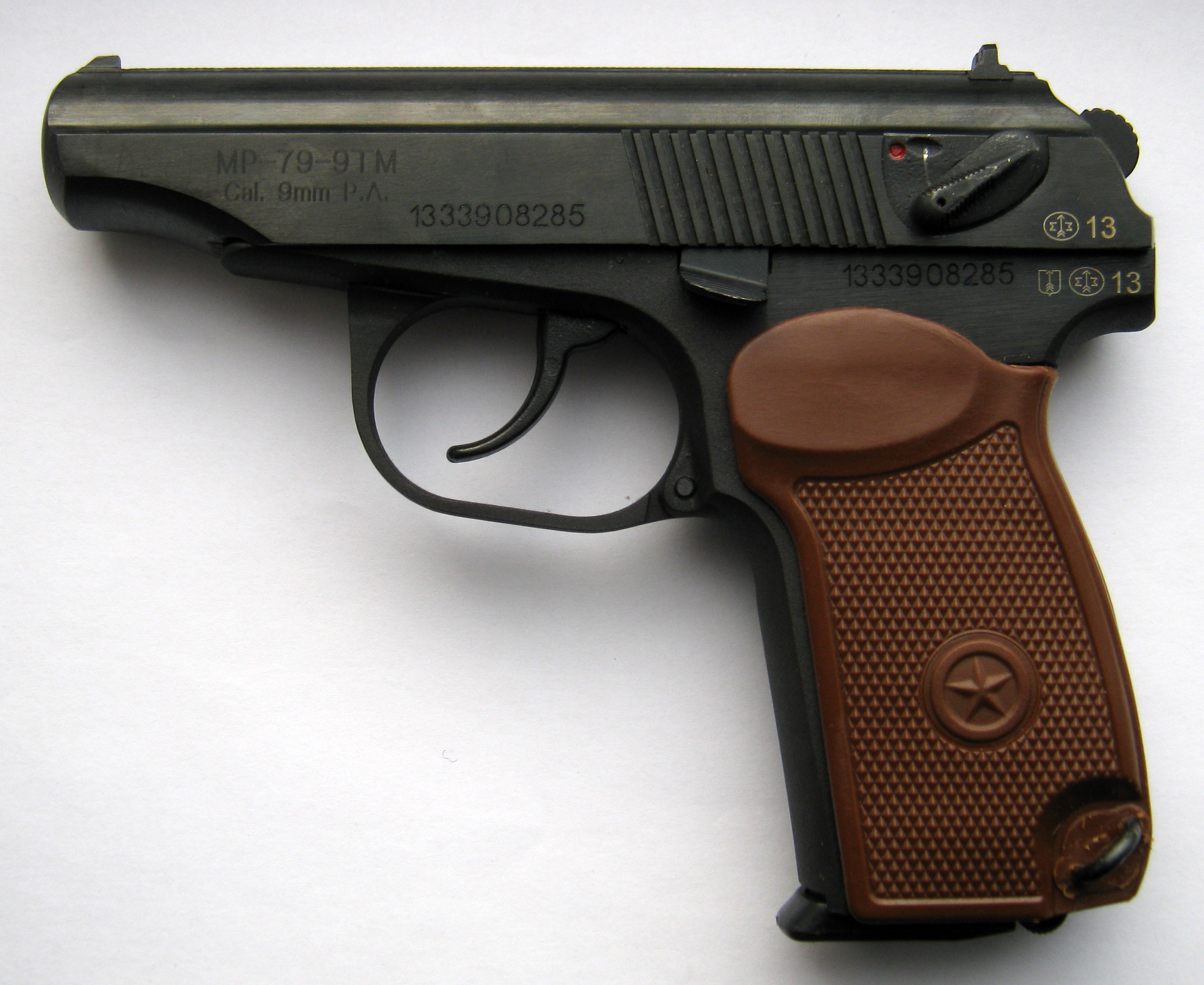
МР-79-9ТМ

- ИЖ-79-9Т «Макарыч» — «газовый пистолет с возможностью стрельбы резиновой пулей» под патрон 9 мм РА Первая модель, производство начато в феврале 2004 года[3][4]. В настоящее время не производится.
- ИЖ-79-9ТМ — травматический пистолет под патрон 9 мм РА ёмкость магазина — 8 патронов. Выпускался с 2006 года, вместо модели ИЖ-79-9Т В настоящее время не производится.
- ИЖ-79-9ТМ-10 — травматический пистолет под патрон 9 мм РА Отличается от модели ИЖ-79-9ТМ двухрядным магазином ёмкостью — 10(13) патронов. В настоящее время не производится.
- МР-79-9ТМ — травматический пистолет под патрон 9 мм РА Производится вместо модели ИЖ-79-9Т с сентября 2007 года[5]. ёмкость магазина — 8 патронов.
- МР-79-9ТМ-10 — травматический пистолет под патрон 9 мм РА; Отличается от модели МР-79-9ТМ двухрядным магазином ёмкостью — 10(13) патронов. Производится вместо модели ИЖ-79-9ТМ-10.
- МР-80-13Т — травматический пистолет под патрон .45 Rubber. Ёмкость магазина — 6 патронов[6][7]
- MP-471 — служебный травматический пистолет под патрон 10х23 мм Т, разработан в 2004 году[8], производится с 2005 года для сотрудников частных охранных структур[9].

В ходе производства в конструкцию пистолета вносили изменения, поэтому пистолеты ИЖ первых лет выпуска (рассчитанные на использование патронов мощностью 35—50 Дж) не рассчитаны на применение патронов увеличенной мощности, сертифицированных в последующие годы.

## Достоинства
Поскольку пистолет Макарова (ПМ) достаточно хорошо известен на всём постсоветском пространстве, его травматические варианты пользуются популярностью и стабильно высоким спросом среди владельцев гражданского оружия самообороны, любителей оружия и иных категорий граждан.
К преимуществам травматических пистолетов Макарова можно отнести:
- внешнее сходство с боевым пистолетом ПМ;
- конструктивное сходство с пистолетом ПМ (что упрощает обращение с пистолетом лицам, имевшим опыт обращения с пистолетом ПМ);
- доступность и сравнительно невысокая цена запасных частей (в том числе оригинальных от ПМ) и аксессуаров;
- относительно невысокая цена самого пистолета всех модификаций;
- надёжность всех узлов и механизмов, за исключением конструкций ствола разных версий[11].

По утверждению полковника милиции И. Шутова, «Макарыч» можно «достаточно легко и быстро переделать в боевой пистолет».

## Недостатки
- Спорная эргономика, доставшаяся от ПМ — разработки 60-летней давности[2];
- Защёлочная система фиксации магазина накладывает существенные ограничения на скорость и удобство перезарядки (за исключением моделей ИЖ79-9ТМ-10 и МР-79-9ТМ-10, в которых применена кнопочная система фиксации;
- Низкое и нестабильное качество производства Ижевского механического завода[2];
- Большие и обильные преграды в канале ствола, по сравнению с другими моделями травматического оружия;
- Небольшая ёмкость магазина (у модели МР-80-13Т);
- Невысокая надёжность конструкции ствола разных модификаций[11].

## Страны-эксплуатанты
- Россия — сертифицирован в качестве гражданского оружия самообороны, используется сотрудниками частных охранных структур[13][14]. Продаётся по лицензии на приобретение, хранение и ношение оружия самообороны Росгвардии.
- Казахстан — после разрешения 1 января 2008 года приобретения травматического оружия в стране было продано некоторое количество травматических пистолетов «Макарыч» различных модификаций. 2 апреля 2014 года парламент Казахстана установил запрет на владение и использование травматического оружия гражданскими лицами[15]. 29 октября 2014 года было принято решение о выкупе ранее проданного травматического оружия у владельцев (в том числе, моделей MP-79-9TM и MP-80-13T)[16], однако травматическое оружие по-прежнему разрешено в качестве служебного оружия частных охранных структур[17].